# Weineck Cobra 780 CUI Limited Edition
Weineck Cobra Limited Edition — суперкар, разработанный в 2006 году, на основе классического родстера AC Cobra, немецкой компанией Weineck Engineering.

## История
Компания Weineck Engineering, из немецкого города Бад-Гандерсхайм в Нижней Саксонии, собирающая гоночные автомобили, используя высокомощные двигатели американского производства, заявила о себе в 2006 году моделью Weineck Cobra 780 CUI Limited Edition. Автомобиль базируется на шасси родстера AC Cobra, разработанного Кэрроллом Шелби в 1960 году. Будет выпущено 15 экземпляров этой модели.

## Характеристики
- Крутящий момент: 1990 Н·м, от 1600 об/мин до 7000 об/мин
- 0–100 км/ч: 2.9 с [4]
- 0–200 км/ч: 4.9 с
- 0–300 км/ч: 10 с
- 0–400 км/ч: 16.9 с
- Тормоза: Четыре вентилируемых и перфорированных тормозных диска Brembo